# Holger Büchner
Holger Büchner (* 3. September 1971) ist ein deutscher Radiomoderator und Redakteur.

## Leben
Büchner ist im Sauerland aufgewachsen und studierte in Aachen und Essen. Er schloss an der Uni Essen-Duisburg das Studium der Kommunikationswissenschaften, Psychologie und Germanistik ab. Danach folgte ein Hörfunk-Volontariat. Büchner ist begeisterter Heimwerker und restauriert in seiner Freizeit alte Roller.

## Radio
Anfangs hat er bei Radio Sauerland und Radio Hagen moderiert. Aktuell arbeitet Büchner für SR 1 Europawelle, wo er bis Ende 2006 u. a. am Nachmittag zu hören war. Er war auch Co-Autor der Comedy "Rosetta – Harte Piraten ganz zart". Heute moderiert Büchner "Der Morgen im Saarland" (erst mit Susanne Stahnke, seit Mai 2009 mit Jessica Werner) als eines von zwei Früh-Teams. Dort präsentiert er Interviews, Beiträge, Wetter und mit einem Augenzwinkern seinen Heimwerker-Kalender.

## Fernsehen
Büchner arbeitet ebenfalls regelmäßig als Nachrichtensprecher beim WDR Fernsehen. Außerdem präsentiert er Regionalnachrichten auf WDR 2.